# SlivkiShow
SlivkiShow — український російськомовний YouTube-канал з аналогами на інших мовах, обличчям якого є кіт на ім'я Кукі. Формат каналу — лайфхаки та інші пізнавально-розважальні відео. Станом на 2024 рік на основний канал підписано 21 млн осіб.

## Історія
Спочатку з 2011 року канал називався «SlivkiChanel» і на ньому виходили збірки смішних відео, однак в зв'язку з загрозою блокування каналу через порушення авторських прав, засновник каналу Юрій Янів вирішив створити запасний канал під назвою «SlivkiChanel 2». Тепер вже саме на нього починаючи з 80 випуску почали публікуватися добірки, поки на основний канал були накладені обмеження з боку YouTube.
Пізніше назва основного каналу була змінена на «SlivkiShow» (раніше — «SlivkiChanel»), а другого — на «SlivkiChanel» (раніше — «SlivkiChanel 2»). На головному каналі стали з'являтися ролики пізнавально-розважального жанру: відео на типові теми, що цікавлять людей, ТОПи, а вже потім лайфхаки і інші пізнавально-розважальні відео. Другий канал теж був деякий час активний, однак нині не оновлювався вже більше трьох років (станом на 2019 рік). Також, у мережі є канал з роликами про Кукі — «Куки».
Пізніше на YouTube з'явилося кілька багатомовних версій каналу «SlivkiShow»: російська (основна), англійська, німецька і дві нині неактивні версії — іспанська і японська.
У вересні 2018 року канал отримав Діамантову кнопку YouTube.
4 серпня 2019 року у відео автор каналу заявив, що на ювілей у 15 млн підписників зробить ролик українською мовою.
22 серпня 2019 року канал обігнав Івангая за кількістю підписників, ставши найпопулярнішим українським та російським блогером.

## Засновник каналу
Мережу каналів «SlivkiShow» створив і заснував Юрій Янів, який народився 19 жовтня 1987 року.
Юрій не поширює інформацією про своє особисте життя, проте відомо, що він одружений.

## Політичні погляди
Під час повномасштабного вторгнення Росії в Україну, автор канала висловився проти війни. Він закликав свою аудіторію зібрати гроші для постраждалих українців, а також на автомобілі швидкої допомоги, бо чимало українських швидких було знищено під час російських бомбардувань.